# Cisticola bulliens
Fuinha-sussurrante (Cisticola bulliens) é uma espécie de ave da família Cisticolidae.
Pode ser encontrada nos seguintes países: Angola e República Democrática do Congo.
Os seus habitats naturais são: savanas áridas e campos de gramíneas subtropicais ou tropicais secos de baixa altitude.